# Seymour Martin Lipset
Seymour Martin Lipset   (Harlem, 18 de març de 1922 - comtat d'Arlington, 31 de desembre de 2006) va ser un sociòleg dels Estats Units que va escriure fonamentalment sobre democràcia, opinió pública i divisió del treball.
Va ensenyar a les universitats de Columbia, Stanford i Toronto i va rebre diversos reconeixements, entre els quals destaquen la medalla Townsend Harris, el premi Helen Dinnerman i la pertinença a l'Acadèmia Nacional de Ciències dels Estats Units. Es definia políticament com de centreesquerra.